# Mitake (oraș)
Mitake (美里町 Mitake-chō?) este un oraș în Japonia, în districtul Kani al prefecturii Gifu.